# 布里斯特利峰
69°23′S 66°15′W / 69.383°S 66.250°W
布里斯特利峰是南極洲的山峰，位於帕爾默地，分隔塞勒冰川和弗萊明冰川，由英國的探險隊拍攝照片，現時由南極條約體系管理。